# Barzelīq
Barzelīq (persiska: برزلیق) är en ort i Iran.   Den ligger i provinsen Östazarbaijan, i den nordvästra delen av landet, 400 km nordväst om huvudstaden Teheran. Barzelīq ligger 1 735 meter över havet och antalet invånare är 245.
Terrängen runt Barzelīq är huvudsakligen kuperad, men norrut är den bergig. Terrängen runt Barzelīq sluttar söderut. Runt Barzelīq är det ganska glesbefolkat, med 40 invånare per kvadratkilometer. Närmaste större samhälle är Torkmanchay, 14,5 km väster om Barzelīq. Trakten runt Barzelīq består i huvudsak av gräsmarker.